# Yayo Herrero López
Yayo Herrero López (Madrid, 1965) és una antropòloga, enginyera, professora i activista ecofeminista espanyola. És una de les investigadores més influents en l'àmbit ecofeminista i ecosocialista a nivell europeu.
Herrero és llicenciada en Antropologia Social i Cultural, Enginyera Tècnica Agrícola, diplomada en Educació social i DEA en Ciències de l'Educació. Ha estat coordinadora estatal d'Ecologistes en Acció i ha participat en nombroses iniciatives socials sobre promoció dels Drets Humans i ecologia social. Actualment és professora de la Universitat Nacional d'Educació a Distància i directora general de la Fundación Hogar del Empleado (FUHEM), una entitat que promou la justícia social, la profundització de la democràcia i la sostenibilitat ambiental mitjançant l'educació i el treball en temes ecosocials. Col·labora amb diversos mitjans de comunicació com eldiario.es.
La recerca de Yayo Herrero se centra en la crisi ecològica derivada del model de desenvolupament i producció capitalista. En aquest sentit, sosté que el propi capitalisme no pot existir sense que existeixi creixement econòmic, però que en un món físic que té límits, un creixement indefinit és impossible. A més, sosté que en aquest model econòmic prevalen els treballs superflus, mentre que els treballs que fan possible el manteniment de la vida humana, com la producció agrícola o el treball reproductiu, estan completament precaritzats o directament exclosos de tota remuneració. Herrero proposa una transició cap a un model econòmic diferent, que tingui en compte la inclusió social de totes les persones i sigui compatible amb la capacitat de regeneració de la naturalesa.

## Publicacions
- Canvi Climàtic. Amb González Reyes, Maríai Páramo Pino, Berta. Madrid: Distrifer Libros SL, 2019. ISBN 978-84-120150-3-4.
- Drets Humans. Amb Demano, Luis. Albuixech: Litera Libros, 2022. ISBN 978-84-125171-3-2.
- Imaginar i dissenyar futurs desitjables davant del relat del col·lapse. Conversa amb José Luis de Vicente. La Pública, nº1, 2022, pp. 8-16. ISBN 978-84-09-42050-6.